# Dirphya rufoantennalis
Dirphya rufoantennalis là một loài bọ cánh cứng trong họ Cerambycidae.